# Задача про дев'ять точок

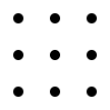
Задача про дев'ять точок

Thinking outside the box (дослівно — думати поза коробкою) — це метафора, яка означає думати по-іншому, нестандартно або з іншої точки зору. Цю фразу часто відносять до нестандартного чи творчого мислення. Термін, як вважають, походить від консультантів з питань управління в 1970-х і 1980-х роках, які пропонували своїм клієнтам розв'язати головоломку про «дев'ять крапок». Розв'язання цієї головоломки вимагає латерального мислення. Таку фразу також застосовують у танцях, як заохочення для переміщення творчо, а не тільки простими, геометричними кроками «коробками» та їхніми основними варіаціями. Адже буквально один крок за межі уявної коробки робить рухи танцюристів більш складними та органічними.
Коронна фраза, або кліше, яка стала широко використовуватися в бізнес-середовищі, а особливо в середовищі консультантів з питань управління та виконавчих тренерів. Також вона була чимось на кшталт рекламного гасла. Це було зроблено для того, щоб коли «думаєш поза коробкою», то дивишся далі і намагаєшся не думати про очевидні речі.

## Задача про дев'ять точок як спосіб нестандартного мислення
До такого поняття, як щось за межами «коробки», відноситься традиційна головоломка під назвою «задача про дев'ять точок».
Походження фрази «думати поза коробкою» невідоме; але вона була популяризована безпосередньо через цю задачку, про яку Джон Адер сповістив у 1969 р. Консультант з управління Майк Венс заявив, що використання головоломки з дев'ятьма точками в консультаційних колах бере свій початок з корпоративної культури, а саме від компанії Walt Disney.
Сама загадка набагато старіша, ніж гасло. Вона з'являється у Лойдовій Енциклопедії Головоломки (1914 р.). Оригінальний формулювання самого Сема Лойда про головоломку звучить як «Яйце головоломки Христофора Колумба.» Це був натяк на історію про Яйце Колумба.

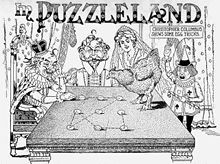
Історія про яйце Колумба, що з'явилась у Лойдовій енциклопедії

Головоломка запропонувала інтелектуальний виклик — з'єднати точки, малюючи чотири прямі, безперервні лінії, які проходять через кожну з цих точок, не відриваючи олівця від паперу. Загадка легко розв'язується, але тільки при умові виходу ліній за межі квадратної площі, яка визначається самими дев'ятьма точками. Фраза «думати поза коробкою» є повторенням стратегії розв'язування. Головоломка здається важкою, тому що люди зазвичай уявно обмежують себе кордоном навколо краю точкового масиву.

Як не дивно, фраза «думай не за шаблоном» не допомагає людям думати поза шаблоном, принаймні, що стосується цієї задачі. Це пов'язано з різницею між процедурним і декларативним знанням. Такими були інструкції в дослідженні, яке показало спрощення процедур у розв'язуванні 9-точкової проблеми:
При розв'язуванні проблем ви будете заохочувати себе думати вголос. Розмірковуючи вголос, ви повинні зробити наступне: Скажіть, що у вас на думці. Не стримуйте себе здогадками, припущеннями, дикими ідеями, образами, планами або цілями. Говоріть так безперервно, наскільки це взагалі можливо. Спробуйте сказати щось принаймні один раз кожні п'ять секунд. Не турбуйтеся про змістову закінченість у ваших реченнях, не потрібно перейматися й за красномовство. Аналізуйте не більш, ніж зазвичай. Отримайте уявну схему того, про що ви думаєте зараз, а не нещодавно, а потім описуйте свої думки. Хоча експериментатор присутній, ви з ним не говоріть. Замість цього ви повинні виконати це завдання так, ніби ви говорите вголос для себе.
Задача про дев'ять точок — чітко визначена проблема. Вона має чітко сформульовану мету, і включена необхідна інформація для розв'язання проблеми (підключення всіх точок з використанням чотирьох прямих ліній). Крім того, чітко визначені завдання мають чітке закінчення (ви знаєте, коли ви досягли розв'язання). Хоча розв'язок «поза коробкою» і не так легко побачити відразу після того, як це було виявлено. Потім це здається очевидним. Іншими прикладами чітко визначених завдань є Вежа Ханоя і кубик Рубіка.
На противагу цьому, характеристиками не чітко визначених проблем є:
- не зрозумілість, в чому саме полягає питання;
- не зрозумілість, як дійти до цього розв'язку;
- не зрозумілість, чи дійсно розв'язок віглядає так

## Метафора
Ця гнучка англійська фраза є риторичним тропом з діапазоном варіантів застосування.

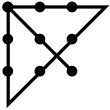
Один із багатьох розв'язків завдання

Метафоричне «вікно» у фразі «поза коробкою» може бути поєднано з чимось реальним і вимірюваним — наприклад, сприймається бюджетна або організаційна обмеженість в проєкті розвитку Голлівуду. Розмірковуючи за межами, «коробки» може бути як:
(А) сприяння позитивним творчим стрибкам через генерацію диких ідей (традиційне використання терміна); 
(Б)те, що проходить від негативної до «нижньої частини вікна.» Джеймс Бандровскі стверджує, що це може призвести до відвертої і проникливої повторної оцінки ситуації, організації і т. д.
З іншого боку, Бандровскі стверджує, що процес мислення «всередині коробки» не повинен бути витлумачений у зневажливому сенсі. Це має вирішальне значення для математичного аналізу і виконання різних завдань — прийняття рішень, аналізу даних і управління, ходом стандартних операційних процедур.

Голлівудським сценаристом Ірою Стівен Бер була застосована ця концепція, щоб повідомити сюжет і характер в контексті телесеріалу. Бер уявляла собі основний характер:
Він збирається «думати поза коробкою». ви знаєте, що, як правило, ми використовуємо це кліше, коли ми думаємо, що «за межами коробки» означає нову думку. Таким чином, ми можемо повернутися до коробки, але в більш вигідному становищі.
Фраза може бути використана як стенографічний спосіб для того, щоб описати те, що відбувається далі в процесі проєктування мислення.